# فاليكون
فاليكون (بالفرنسية: Falicon)‏ هي بلدية فرنسية تقع في إقليم الألب البحرية من منطقة بروفنس ألب كوت دازور في جنوب شرق فرنسا. تبلغ مساحة هذه المدينة 5.17 (كم²)، وترتفع عن سطح البحر 300 م، يبلغ عدد سكانها 1926 نسمة حسب إحصاء المعهد الوطني للإحصاء والدراسات الاقتصادية سنة 2009 م. وترأس Gisèle Kruppert البلدية خلال فترة (2008-2014).

## توأمة
لفاليكون اتفاقيات توأمة مع كل من:
- مارشفايلر
- كاستيللينو تانارو

## وصلات خارجية
- صفحة البلدية على موقع المعهد الوطني للإحصاء والدراسات الاقتصادية